# Henri Malberg
Pour les articles homonymes, voir Malberg.
Henri Malberg, né le 26 janvier 1930 à Paris et mort le 13 juillet 2017 dans la même ville,, est un homme politique français.

## Biographie
Henri Malberg naît à Paris de parents juifs polonais immigrés, tous deux petits artisans. Son père, Ignace avait été mineur de fond. À Paris, il ouvre un atelier de cuir et peaux dans le quartier de Belleville.
Sa famille échappe de peu à la Rafle du Vél-dhiv et parvient à se cacher dans l'atelier de la famille Fiszbin. Ils parviennent à passer en zone Sud mais, en 1943, la famille est arrêtée et internée à Douadic (Indre).
Libérée en 1944, la famille Malberg revient à Paris. Henri adhère alors à l'Union de la Jeunesse Républicaine de France (la jeunesse communiste) et devient un militant très engagé. Dans l'enthousiasme des engagements ouvriers pour la reconstruction qu'autorise la Libération de la France, Henri peut bénéficier d'une formation accélérée de tourneur au centre Bernard Jugault, créé par le syndicat des métallurgistes CGT parisiens. Sa participation à une manifestation contre la guerre d'Indochine lui vaut une arrestation et une condamnation à un mois de prison en 1949.
Ouvrier métallurgiste dès ses 18 ans, il devient permanent du Parti communiste français peu de temps après la fin de son service militaire, en 1952. Il est alors essentiellement actif dans les luttes anticoloniales.
En 1961, il devient le secrétaire politique (directeur de cabinet) de Waldeck Rochet, fonction qu'il occupe jusqu'en 1965, quand il est élu conseiller municipal du 20e arrondissement de Paris. Chargé à la fédération parisienne du parti du travail politique en direction des intellectuels, il est de facto chargé du lien entre le parti et les étudiants du Quartier latin pendant Mai 68.
En décembre 1972, il entre au comité central du PCF, où il s’occupe de propagande, sous la responsabilité de René Piquet. Ses contacts aisés avec les intellectuels et les universitaires l'amènent 1976 à la tête de l’hebdomadaire France nouvelle, où il remplace Francette Lazard. À la phase d’ouverture de l’eurocommunisme (1975-1977) succède la rupture de l’union de la gauche après 1977. En 1979, lors de la crise de la fédération parisienne du PCF, il est amené à remplacer Henri Fiszbin, avec qui il garde de très bons rapports personnels, à la tête des communistes parisiens. Alors que Fiszbin prônait la poursuite d'une politique d'union de la gauche, Malberg fait prévaloir avec Paul Laurent la nouvelle ligne nationale de rupture avec le PS. Il dirige la fédération jusqu'en 1995.
Engagé pour la défense des classes populaires contre la spéculation foncière, notamment dans son quartier de Belleville, il est élu au Conseil de Paris en 1965 et y préside le groupe des élus communistes de 1989 à 2001, année marquée par l'élection d'un maire de gauche, le socialiste Bertrand Delanoë.
En 1995, il relance la revue communiste Regards. Il s'engage aussi pour la défense du quotidien l'Humanité comme président, puis président d’honneur de la Société des lecteurs.

## Hommage
Le 23 mars 2018 est inaugurée la place Henri-Malberg dans le 20e arrondissement de Paris, à l'intersection des rues des Pyrénées, Levert et des Rigoles,.

## Ouvrages
- Parce que le Parti communiste a un avenir, Pantin, Le Temps des cerises, 2008, 167 p. (ISBN 978-2-84109-756-2).
- Avec Céline Landreau et Antonin Vabre, Incorrigiblement communiste : entretiens avec Céline Landreau et Antonin Vabre, Ivry-sur-Seine, L'Atelier-Éditions ouvrières, 2014, 203 p. (ISBN 978-2-7082-4290-6).